# KCMP
KCMP, également connue sous le nom 89.3 The Current, est une station de radio musicale américaine officiellement basée à Northfield, dans le Minnesota. Elle diffuse ses programmes sur la zone métropolitaine Minneapolis–Saint Paul sur la fréquence 89.3 FM.
Station non commerciale et de service public, elle est la propriété de Minnesota Public Radio et est affiliée au réseau NPR. La station a un format radio dit adult album alternative, caractérisé par une programmation musicale principalement orientée rock alternatif et rock indépendant, en laissant une place significative à l'antenne aux artistes locaux.

## Histoire
La station est fondée en 1968.